# ハリス記念鎌倉幼稚園

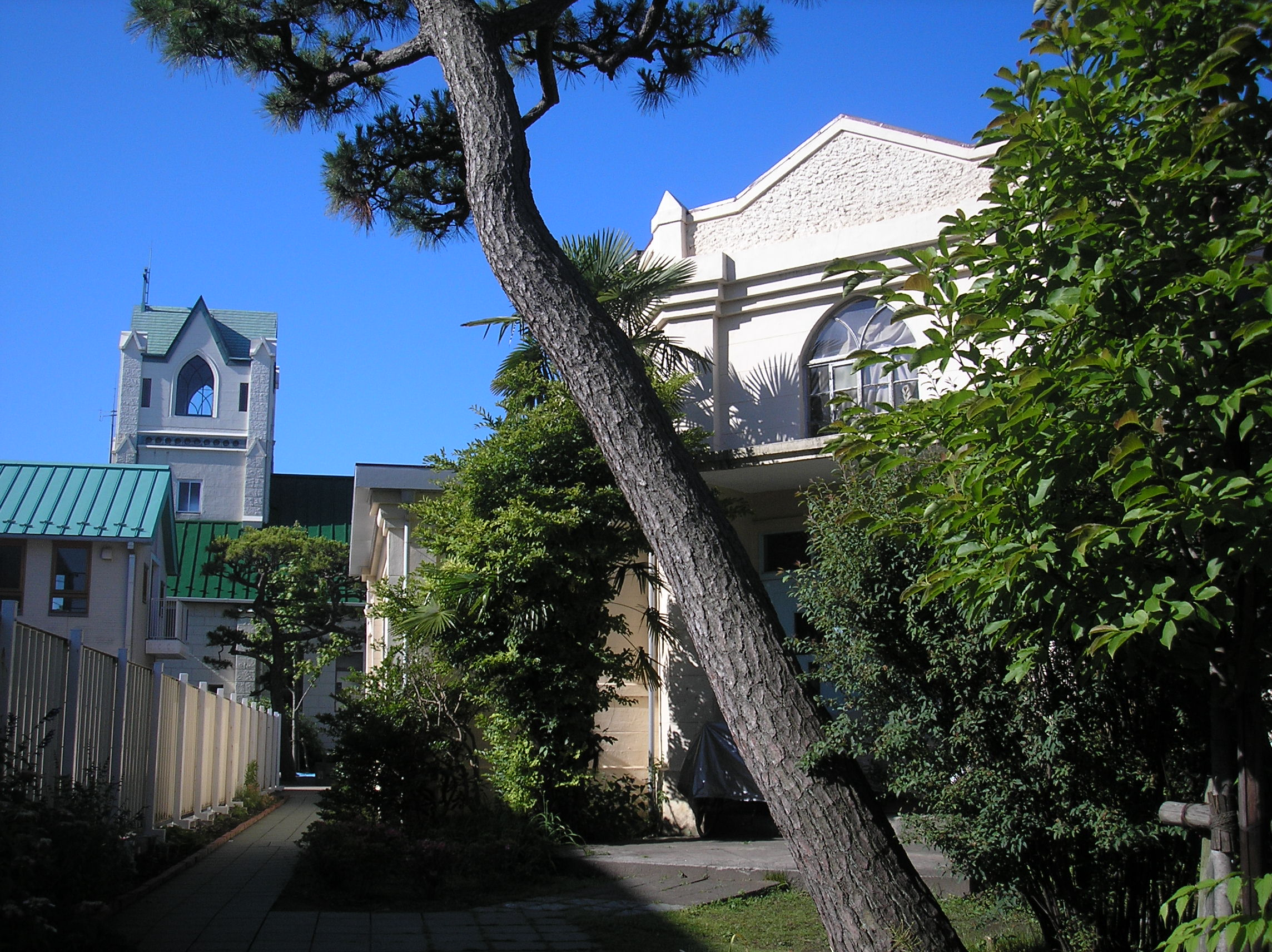
ハリス幼稚園：右の建物が「梅鉢型園舎」、江ノ電踏切側

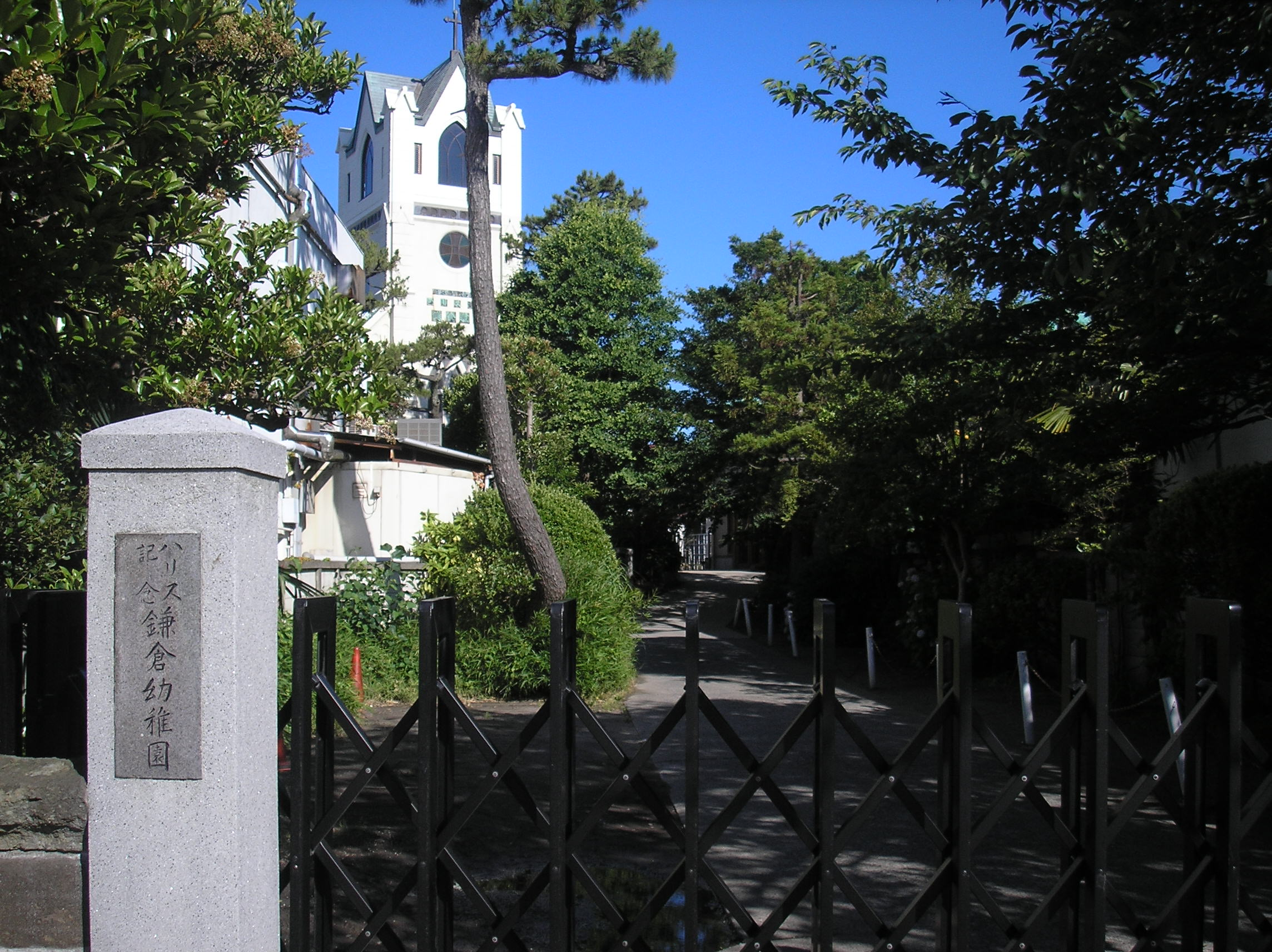
鎌倉教会正門、若宮大路側

ハリス記念鎌倉幼稚園（ - きねんかまくらようちえん）は、鎌倉市由比ガ浜にある私立幼稚園。鎌倉市内では最も歴史がある幼稚園である。日本基督教団鎌倉教会に隣接し、江ノ電の車窓や若宮大路から見える園舎・塔屋は、鎌倉のランドマークともなっている。
戦前から現在に至るまで、鎌倉に居住する文化人、財界人、海軍高級士官等の子弟が数多く就園していることでも有名であるが、園風はアットホームで質朴。　

## 歴史
1910年11月3日、日本基督教団鎌倉教会の創立者である美山貫一牧師によって設立された。設立の際に貢献のあったアメリカ・メソジスト教会の宣教師M.C.ハリスとその夫人フロラ・ベスト・ハリスを記念して、「ハリス記念鎌倉幼稚園」と名付けられた（ハリス夫人は幼稚園設立に協力を約束しつつも、完成の前年に死去）。
なお、かつて園長を務めた鵜飼猛牧師は、山本五十六の実兄で牧師になった丈三と親交があった。

## 建造物
現在の建物は、1923年の関東大震災により倒壊した前園舎にかわり、1925年（大正14年）に北尾春道によって設計された。建物は「梅鉢型園舎」と呼ばれる珍しいもので、中央に遊戯室、それを囲むように舞台、教室が配されている。鎌倉の景観重要建築物（指定第5号）に指定されている。

## 著名な出身者
- 山本義正（山本五十六の長男、鎌倉第一小学校、東大）
- 今井敬（元経団連会長、鎌倉第一小学校、東大）
- 養老孟司（東大名誉教授、御成小学校、東大）

## ハリスの会
ハリス記念鎌倉幼稚園の後援・発展に貢献するとともに会員相互の親睦を目的として、1999年12月に設立された同窓会。ハリス記念鎌倉幼稚園の卒園生とその父母・現旧職員を会員とする。